# Scleria harlandii
Scleria harlandii là loài thực vật có hoa trong họ Cói. Loài này được Hance miêu tả khoa học đầu tiên năm 1866.